# Swiss Indoors
Lo Swiss Indoors è un torneo professionistico di tennis maschile che fa parte della categoria ATP Tour 500. Inaugurato nel 1970, si tiene nel mese di ottobre sui campi indoor in cemento della St. Jakobshalle a Basilea, in Svizzera.

## Storia
Nell'era pre-open si era tenuto in Svizzera tra il 1920 e il 1959 lo Swiss International Covered Courts, torneo di tennis al coperto con la partecipazione di giocatori stranieri. Il tennis indoor fu reintrodotto in Svizzera nel 1969 da Roger Brennwald, che sotto un pallone pressostatico organizzò il torneo "Barracuda Challenge". L'anno successivo, ancora sotto palloni pressostatici, Brennwald organizzò a Basilea la prima edizione del Swiss Indoors, il cui vincitore ebbe come premio un orologio da polso. Anche le successive tre edizioni si svolsero sotto palloni pressostatici e, con la crescente importanza del torneo, nel 1974 si ebbe la prima edizione in un palazzetto dello sport alla Fiechtenhalle di Reinach, un impianto con una capienza di 1.500 spettatori nei pressi di Basilea.
Sempre con l'organizzazione di Brennwald, che negli anni successivi riceverà diversi premi per i meriti acquisiti al Swiss Indoors, nel 1975 il torneo fu l'evento con cui venne inaugurata la grande St. Jakobshalle di Basilea e per l'occasione fu invitato a partecipare anche Ilie Năstase, che venne però sconfitto in finale da Jiří Hřebec. Nel 1977 suscitò entusiasmo tra gli spettatori il trionfo di Bjorn Borg e l'anno successivo vi fu la prime edizione sponsorizzate, che vide la spettacolare finale tra Guillermo Vilas e John McEnroe. Continuarono ad arrivare i migliori giocatori del circuito e nel 1985 il record di presenze sugli spalti salì a 50.000 spettatori nell'arco della settimana. Nel 1990 la capienza dello stadio principale fu portata a 8.500 spettatori. Dopo il successo di un tennista di casa nel 1972, il secondo trionfo svizzero arrivò nel 1991 con la vittoria di Jakob Hlasek su John McEnroe. Nel 1995 gli spettatori presenti furono per la prima volta più di 70.000.
Nel 2006 arrivò il primo trionfo a Basilea del giocatore di casa Roger Federer, che da bambino faceva il raccattapalle nel torneo. Il campione svizzero stabilirà i record di 15 finali disputate e di 10 titoli vinti nel singolare maschile con le successive vittorie nel 2007, 2008, 2010, 2011, 2014, 2015, 2017, 2018 e 2019. Nel doppio invece sono in tanti a dividersi il primato dei 4 titoli, il ceco Tomáš Šmíd, la coppia di fratelli statunitensi Bob e Mike Bryan, Daniel Nestor e il serbo Nenad Zimonjić. Nel frattempo nel 2009 il torneo era stato promosso nella nuova categoria ATP Tour 500 ed era diventato il terzo più grande torneo indoor del mondo dopo lo Shanghai Masters e il Paris Masters. Nel 2018 fu portata a termine la ristrutturazione della St. Jakobshalle. Le edizioni del 2020 e del 2021 non vennero disputate a causa della pandemia di COVID-19.

## Albo d'oro

### Singolare maschile
| Anno       | Campione                              | Finalista                             | Punteggio                             |
| ---------- | ------------------------------------- | ------------------------------------- | ------------------------------------- |
| 1970       | Klaus Berger                          | Ernst Schori                          | 6–3, 6–1                              |
| 1971       | Jiří Zahradníček                      | Petr Kanderal                         | 6–4, 5–7, 6–3                         |
| 1972       | Michel Burgener                       | Petr Kanderal                         | 7–5, 4–6, 6–0                         |
| 1973       | Jean-Claude Barclay                   | Leonardo Manta                        | 6–3, 7–5                              |
| 1974       | Roger Taylor                          | Petr Kanderal                         | 6–4, 6–2                              |
| 1975       | Jiří Hřebec                           | Ilie Năstase                          | 6–1, 7–6, 2–6, 6–4                    |
| 1976       | Jan Kodeš                             | Jiří Hřebec                           | 6–4, 6–2, 6–3                         |
| 1977       | Björn Borg                            | John Lloyd                            | 6–4, 6–2, 6–3                         |
| 1978       | Guillermo Vilas                       | John McEnroe                          | 6–3, 5–7, 7–5, 6–4                    |
| 1979       | Brian Gottfried                       | Johan Kriek                           | 7–5, 6–1, 4–6, 6–3                    |
| 1980       | Ivan Lendl (1)                        | Björn Borg                            | 6–3, 6–2, 5–7, 0–6, 6–4               |
| 1981       | Ivan Lendl (2)                        | José Luis Clerc                       | 6–2, 6–3, 6–0                         |
| 1982       | Yannick Noah (1)                      | Mats Wilander                         | 6–4, 6–2, 6–3                         |
| 1983       | Vitas Gerulaitis                      | Wojciech Fibak                        | 4–6, 6–1, 7–5, 5–5 rit.               |
| 1984       | Joakim Nyström                        | Tim Wilkison                          | 6–3, 3–6, 6–4, 6–2                    |
| 1985       | Stefan Edberg (1)                     | Yannick Noah                          | 6–7, 6–4, 7–6, 6–1                    |
| 1986       | Stefan Edberg (2)                     | Yannick Noah                          | 7–6, 6–2, 6–7, 7–6                    |
| 1987       | Yannick Noah (2)                      | Ronald Agénor                         | 7–6, 6–4, 6–4                         |
| 1988       | Stefan Edberg (3)                     | Jakob Hlasek                          | 7–5, 6–3, 3–6, 6–2                    |
| 1989       | Jim Courier (1)                       | Stefan Edberg                         | 7–6, 3–6, 2–6, 6–0, 7–5               |
| 1990       | John McEnroe                          | Goran Ivanišević                      | 6(4)–7, 4–6, 7–6(3), 6–3, 6–4         |
| 1991       | Jakob Hlasek                          | John McEnroe                          | 7–6(4), 6–0, 6–3                      |
| 1992       | Boris Becker                          | Petr Korda                            | 3–6, 6–3, 6–2, 6–4                    |
| 1993       | Michael Stich                         | Stefan Edberg                         | 6–4, 6(5)–7, 6–3, 6–2                 |
| 1994       | Wayne Ferreira                        | Patrick McEnroe                       | 4–6, 6–2, 7–6(7), 6–3                 |
| 1995       | Jim Courier (2)                       | Jan Siemerink                         | 6(2)–7, 7–6(5), 5–7, 6–2, 7–5         |
| 1996       | Pete Sampras                          | Hendrik Dreekmann                     | 7–5, 6–2, 6–0                         |
| 1997       | Greg Rusedski                         | Mark Philippoussis                    | 6–3, 7–6(6), 7–6(3)                   |
| 1998       | Tim Henman (1)                        | Andre Agassi                          | 6–4, 6–3, 3–6, 6–4                    |
| 1999       | Karol Kučera                          | Tim Henman                            | 6–4, 7–6(10), 4–6, 4–6, 7–6(2)        |
| 2000       | Thomas Enqvist                        | Roger Federer                         | 6–2, 4–6, 7–6(4), 1–6, 6–1            |
| 2001       | Tim Henman (2)                        | Roger Federer                         | 6–3, 6–4, 6–2                         |
| 2002       | David Nalbandian                      | Fernando González                     | 6–4, 6–3, 6–2                         |
| 2003       | Guillermo Coria                       | David Nalbandian                      | walkover                              |
| 2004       | Jiří Novák                            | David Nalbandian                      | 5–7, 6–3, 6–4, 1–6, 6–2               |
| 2005       | Fernando González                     | Marcos Baghdatis                      | 6(8)–7, 6–3, 7–5, 6–4                 |
| 2006       | Roger Federer (1)                     | Fernando González                     | 6–3, 6–2, 7–6(3)                      |
| 2007       | Roger Federer (2)                     | Jarkko Nieminen                       | 6–3, 6–4                              |
| 2008       | Roger Federer (3)                     | David Nalbandian                      | 6–3, 6–4                              |
| 2009       | Novak Đoković                         | Roger Federer                         | 6–4, 4–6, 6–2                         |
| 2010       | Roger Federer (4)                     | Novak Đoković                         | 6–4, 3–6, 6–1                         |
| 2011       | Roger Federer (5)                     | Kei Nishikori                         | 6–1, 6–3                              |
| 2012       | Juan Martín del Potro (1)             | Roger Federer                         | 6–4, 6(5)–7, 7–6(3)                   |
| 2013       | Juan Martín del Potro (2)             | Roger Federer                         | 7–6(3), 2–6, 6–4                      |
| 2014       | Roger Federer (6)                     | David Goffin                          | 6–2, 6–2                              |
| 2015       | Roger Federer (7)                     | Rafael Nadal                          | 6–3, 5–7, 6–3                         |
| 2016       | Marin Čilić                           | Kei Nishikori                         | 6–1, 7–6(5)                           |
| 2017       | Roger Federer (8)                     | Juan Martín del Potro                 | 6(5)–7, 6–4, 6–3                      |
| 2018       | Roger Federer (9)                     | Marius Copil                          | 7–6(5), 6–4                           |
| 2019       | Roger Federer (10)                    | Alex de Minaur                        | 6–2, 6–2                              |
| 2020- 2021 | Annullato per pandemia di Coronavirus | Annullato per pandemia di Coronavirus | Annullato per pandemia di Coronavirus |
| 2022       | Félix Auger-Aliassime (1)             | Holger Rune                           | 6–3, 7–5                              |
| 2023       | Félix Auger-Aliassime (2)             | Hubert Hurkacz                        | 7–6(3), 7–6(5)                        |
| 2024       | Giovanni Mpetshi Perricard            | Ben Shelton                           | 6–4, 7–6(4)                           |

### Doppio maschile
| Anno       | Campioni                                 | Finalisti                             | Punteggio                             |
| ---------- | ---------------------------------------- | ------------------------------------- | ------------------------------------- |
| 1976       | Frew McMillan (1) Tom Okker              | Jiří Hřebec Jan Kodeš                 | 6–4, 7–6, 6–4                         |
| 1977       | Mark Cox Buster Mottram                  | John Feaver John James                | 7–5, 6–4, 6–3                         |
| 1978       | Wojciech Fibak John McEnroe              | Bruce Manson Andrew Pattison          | 7–6, 7–5                              |
| 1979       | Bob Hewitt Frew McMillan (2)             | Brian Gottfried Raúl Ramírez          | 6–3, 6–4                              |
| 1980       | Kevin Curren Steve Denton                | Bob Hewitt Frew McMillan              | 6–7, 6–4, 6–4                         |
| 1981       | José Luis Clerc Ilie Năstase             | Markus Günthardt Pavel Složil         | 7–6, 6–7, 7–6                         |
| 1982       | Henri Leconte Yannick Noah (1)           | Fritz Buehning Pavel Složil           | 6–2, 6–2                              |
| 1983       | Pavel Složil (1) Tomáš Šmíd (1)          | Stefan Edberg Florin Segărceanu       | 6–1, 3–6, 7–6                         |
| 1984       | Pavel Složil (2) Tomáš Šmíd (2)          | Stefan Edberg Tim Wilkison            | 7–6, 6–2                              |
| 1985       | Tim Gullikson Tom Gullikson              | Mark Dickson Tim Wilkison             | 4–6, 6–4, 6–4                         |
| 1986       | Guy Forget Yannick Noah (2)              | Jan Gunnarsson Tomáš Šmíd             | 7–6, 6–4                              |
| 1987       | Anders Järryd Tomáš Šmíd (3)             | Stanislav Birner Jaroslav Navrátil    | 6–4, 6–3                              |
| 1988       | Jakob Hlasek (1) Tomáš Šmíd (4)          | Jeremy Bates Peter Lundgren           | 6–3, 6–1                              |
| 1989       | Udo Riglewski Michael Stich              | Omar Camporese Claudio Mezzadri       | 6–3, 4–6, 6–0                         |
| 1990       | Stefan Kruger Christo van Rensburg       | Neil Broad Gary Muller                | 4–6, 7–6, 6–3                         |
| 1991       | Jakob Hlasek (2) Patrick McEnroe (1)     | Petr Korda John McEnroe               | 3–6, 7–6, 7–6                         |
| 1992       | Tom Nijssen Cyril Suk (1)                | Karel Nováček David Rikl              | 6–3, 6–4                              |
| 1993       | Byron Black Jonathan Stark               | Brad Pearce Dave Randall              | 3–6, 7–5, 6–3                         |
| 1994       | Patrick McEnroe (2) Jared Palmer         | Lan Bale John-Laffnie de Jager        | 6–3, 7–6                              |
| 1995       | Cyril Suk (2) Daniel Vacek               | Mark Keil Peter Nyborg                | 3–6, 6–3, 6–3                         |
| 1996       | Evgenij Kafel'nikov Cyril Suk (3)        | David Adams Menno Oosting             | 6–3, 6–4                              |
| 1997       | Tim Henman Marc Rosset                   | Karsten Braasch Jim Grabb             | 7–6(2), 6(2)–7, 7–6(4)                |
| 1998       | Olivier Delaître Fabrice Santoro         | Piet Norval Kevin Ullyett             | 6–3, 7–6(5)                           |
| 1999       | Brent Haygarth Aleksandar Kitinov        | Jiří Novák David Rikl                 | 0–6, 6–4, 7–5                         |
| 2000       | Donald Johnson Piet Norval               | Roger Federer Dominik Hrbatý          | 7–6(9), 4–6, 7–6(4)                   |
| 2001       | Ellis Ferreira Rick Leach                | Mahesh Bhupathi Leander Paes          | 7–6(3), 6–4                           |
| 2002       | Bob Bryan (1) Mike Bryan (1)             | Mark Knowles Daniel Nestor            | 7–6(1), 7–5                           |
| 2003       | Mark Knowles (1) Daniel Nestor (1)       | Lucas Arnold Ker Mariano Hood         | 6–4, 6–2                              |
| 2004       | Bob Bryan (2) Mike Bryan (2)             | Lucas Arnold Ker Mariano Hood         | 7–6(9), 6–2                           |
| 2005       | Agustín Calleri Fernando González        | Stephen Huss Wesley Moodie            | 7–5, 7–5                              |
| 2006       | Mark Knowles (2) Daniel Nestor (2)       | Mariusz Fyrstenberg Marcin Matkowski  | 4–6, 6–4, [10–8]                      |
| 2007       | Bob Bryan (3) Mike Bryan (3)             | James Blake Mark Knowles              | 6–1, 6–1                              |
| 2008       | Mahesh Bhupathi Mark Knowles (3)         | Christopher Kas Philipp Kohlschreiber | 6–3, 6–3                              |
| 2009       | Daniel Nestor (3) Nenad Zimonjić (2)     | Bob Bryan Mike Bryan                  | 6–2, 6–3                              |
| 2010       | Bob Bryan (4) Mike Bryan (4)             | Daniel Nestor Nenad Zimonjić          | 6–3, 3–6, [10–3]                      |
| 2011       | Michaël Llodra Nenad Zimonjić (2)        | Maks Mirny Daniel Nestor              | 6–4, 7–5                              |
| 2012       | Daniel Nestor (4) Nenad Zimonjić (3)     | Treat Conrad Huey Dominic Inglot      | 7–5, 6(4)–7, [10–5]                   |
| 2013       | Treat Conrad Huey Dominic Inglot         | Julian Knowle Oliver Marach           | 6–3, 3–6, [10–4]                      |
| 2014       | Vasek Pospisil Nenad Zimonjić (4)        | Marin Draganja Henri Kontinen         | 7–6(13), 1–6, [10–5]                  |
| 2015       | Alexander Peya Bruno Soares              | Jamie Murray John Peers               | 7–5, 7–5                              |
| 2016       | Marcel Granollers Jack Sock              | Robert Lindstedt Michael Venus        | 6–3, 6–4                              |
| 2017       | Ivan Dodig (1) Marcel Granollers (2)     | Fabrice Martin Édouard Roger-Vasselin | 7–5, 7–6(6)                           |
| 2018       | Dominic Inglot (2) Franko Škugor         | Alexander Zverev Miša Zverev          | 6–2, 7–5                              |
| 2019       | Jean-Julien Rojer Horia Tecău            | Taylor Fritz Reilly Opelka            | 7–5, 6–3                              |
| 2020- 2021 | Annullato per pandemia di Coronavirus    | Annullato per pandemia di Coronavirus | Annullato per pandemia di Coronavirus |
| 2022       | Ivan Dodig (2) Austin Krajicek           | Nicolas Mahut Édouard Roger-Vasselin  | 6–4, 7–6(5)                           |
| 2023       | Santiago González Édouard Roger-Vasselin | Hugo Nys Jan Zieliński                | 6(8)–7, 7–6(3), [10–1]                |
| 2024       | Jamie Murray John Peers                  | Wesley Koolhof Nikola Mektić          | 6–3, 7–5                              |

### Singolare femminile
| Anno | Campionessa   | Finalista              | Punteggio |
| ---- | ------------- | ---------------------- | --------- |
| 2001 | Adriana Gerši | Marie-Gaïané Mikaelian | 6–4, 6–1  |

### Doppio femminile
| Anno | Campionessa                                  | Finalista                      | Punteggio   |
| ---- | -------------------------------------------- | ------------------------------ | ----------- |
| 2001 | María José Martínez Sánchez Anabel Garrigues | Joannette Kruger Marta Marrero | 7–6(5), 6–2 |